# 诺伊豪森 (恩茨县)
诺伊豪森（德語：Neuhausen，發音：[nɔʏˈhaʊzn̩] ⓘ）是德国巴登-符腾堡州卡尔斯鲁厄行政区恩茨县的市镇，面积29.75平方千米，2023年12月31日人口为5,281人。